# Comté d'Adair (Missouri)
Pour les articles homonymes, voir Comté d'Adair.
Le comté d'Adair (Adair County) est un comté du Missouri aux États-Unis. Selon le recensement de 2010, la population était constituée de 25 607 individus. Le siège du comté se situe à Kirksville.  Le comté fut créé en 1841 et nommé en hommage à au gouverneur du Kentucky John Adair.

## Géographie
Selon le bureau du recensement des États-Unis, le comté a une surface totale de 1 475 km dont 6 km² d’eau.

### Géolocalisation
| Comté de Putnam (Missouri)   | Comté de Schuyler (Missouri) | Comté de Scotland (Missouri) |
| Comté de Sullivan (Missouri) | Comté d'Adair                | Comté de Knox (Missouri)     |
| Comté de Linn (Missouri)     | Comté de Macon (Missouri)    |                              |

### Routes principales
- U.S. Route 63
- Missouri Route 3
- Missouri Route 6
- Missouri Route 11
- Missouri Route 149

## Démographie
Selon le recensement de 2000, sur les 24 977 habitants, on retrouvait 9 669 ménages et 5 346 familles dans le comté. La densité de population était de 17 habitants par km² et la densité d’habitations (10 826 au total)  était de 7 habitations par km². La population était composée de 95,82 % de blancs, de 1,20 %  d’afro-américains, de 0,26 % d’amérindiens et de 1,39 % d’asiatiques.
25,20 % des ménages avaient des enfants de moins de 18 ans, 45,50 % étaient des couples mariés. 19,2 % de la population avait moins de 18 ans, 27,4 % entre 18 et 24 ans, 22,8 % entre 25 et 44 ans, 18,4 % entre 45 et 64 ans et 12,3 % au-dessus de 65 ans. L’âge moyen était de 28 ans. La proportion de femmes était de 100 pour 88,2 hommes.
Le revenu moyen d’un ménage était de 26 677 dollars.

## Villes et cités
- Brashear
- Gibbs
- Greentop
- Kirksville
- Millard
- Novinger
- Yarrow